# Nordtangen Station
Nordtangen Station (Nordtangen holdeplass) var og er til dels stadig en jernbanestation, der ligger mellem Gran og Jaren på Gjøvikbanen i Norge. Stationen blev åbnet som trinbræt 1. februar 1961. Den almindelige betjening med persontog ophørte i juni 2006, efter at Gjøvikbanen blev udliciteret. 
Stationen eksisterer stadig men betjenes kun for grupper på mindst ti personer, der har bestilt stop i forvejen hos NSB Gruppereiser. Baggrunden for denne begrænsede opretholdelse af stationen er, at den ligger ved Nordtangen nasjonale speidersenter, der blandt andet benyttes til spejderlejre og kursusvirksomhed.